# 177 (tal)
177 är det naturliga talet som följer 176 och som följs av 178.

## Inom vetenskapen
- 177 Irma, en asteroid

## Inom matematiken
- 177 är ett udda tal.
- 177 är ett semiprimtal
- 177 är ett Leylandtal.
- 177 är ett Prothtal.
- 177 är ett Ulamtal.
- 177 är ett Leonardotal.